# Escala de Hunt i Hess
L'escala de Hunt i Hess serveix per classificar la severitat d'una hemorràgia subaracnoidal no traumàtica, ja que quan la condició clínica del pacient s'avalua sobre la base dels criteris de Hunt i Hess pel moment de la cirurgia es demostra una correlació específica amb el resultat del tractament quirúrgic. L'epònim ve dels neurocirurgians William Edward Hunt (1921-1999) i Robert M. Hess.
| Característiques | Estadiatge |
| --- | ---------- |
| Asimptomàtic i conscient, mal de cap lleu i rigidesa de nuca lleu                                                        | Grau 1†    |
| Mal de cap i rigidesa de clatell moderada sense dèficit neurològic més enllà de parèsia dels nervis cranials             | Grau 2     |
| Somnolència, confusió mental i lleu dèficit neurològic focal                                                             | Grau 3     |
| Estupor i hemiparèsia moderada o severa                                                                                  | Grau 4     |
| Coma i postura descerebrada                                                                                              | Etapa 5    |
| †Sovint s'associa el grau Ia, definit com un pacient conscient, sense signes meníngia però amb dèficit neurològic focal. |            |

L'escala de Hunt i Hess té també una correlació molt propera amb l'escala de coma de Glasgow. Per la seva banda, l'escala de Fisher es fa servir per estimar el risc de vasoespasme.

## Criteris
La morbiditat i mortalitat de l'hemorràgia subaracnoidal causada per un aneurisma cerebral estan molt relacionades amb el nivell de consciència i la focalitat neurològica, respectivament. Els criteris de l'escala de Hunt i Hess correlacionen amb un índex de mortalitat associada als diferents graus, numerats de l'1 al 5.
L'expectativa de mortalitat és mínima amb el grau 1 i màxima en el grau 5. El tractament quirúrgic d'un aneurisma de la circulació cerebral és indicada per pacients amb bona situació clínica, és a dir, amb un grau 1-3 de l'escala de Hunt i Hess. L'experiència ha demostrat que la resolució de l'aneurisma dins de les primeres 72 hores en pacients amb bon estadiatge de Hunt i Hess disminueix la mortalitat per resagnat i es pot tractar més efectivament el vasoespasme després d'excloure l'aneurisma.
Malgrat que no se li nega tractament agressiu, en els casos de mal estat general, és a dir, els graus 4-5 de l'escala de Hunt i Hess, se sol indicar diferir la cirurgia com a mínim dues setmanes quan el pacient aconsegueix millora de seus símptomes.